# Publius Vinicius
Publius Vinicius est un sénateur romain actif sous les règnes des empereurs Auguste et Tibère.

## Biographie
Vinicius est le fils de Marcus Vinicius, consul en 19 av. J.-C.
Il est consul ordinaire en l'an 2 avec Publius Alfenus Varus, et légat impérial pour la Macédoine et la Thrace. Là, il commande une légion en tant que tribun militaire sous les ordres de Lucius Calpurnius Piso,. Plusieurs années après son consulat, Vinicius est gouverneur proconsulaire d'Asie à un moment donné entre 10 et 15 ap. J.-C., mais probablement en 10/11 ap. J.-C.
Son fils Marcus Vinicius est consul en l'an 30 et une seconde fois en l'an 45.